# Liste des X 76500
Cette page est une annexe de l'article « X 76500 ».

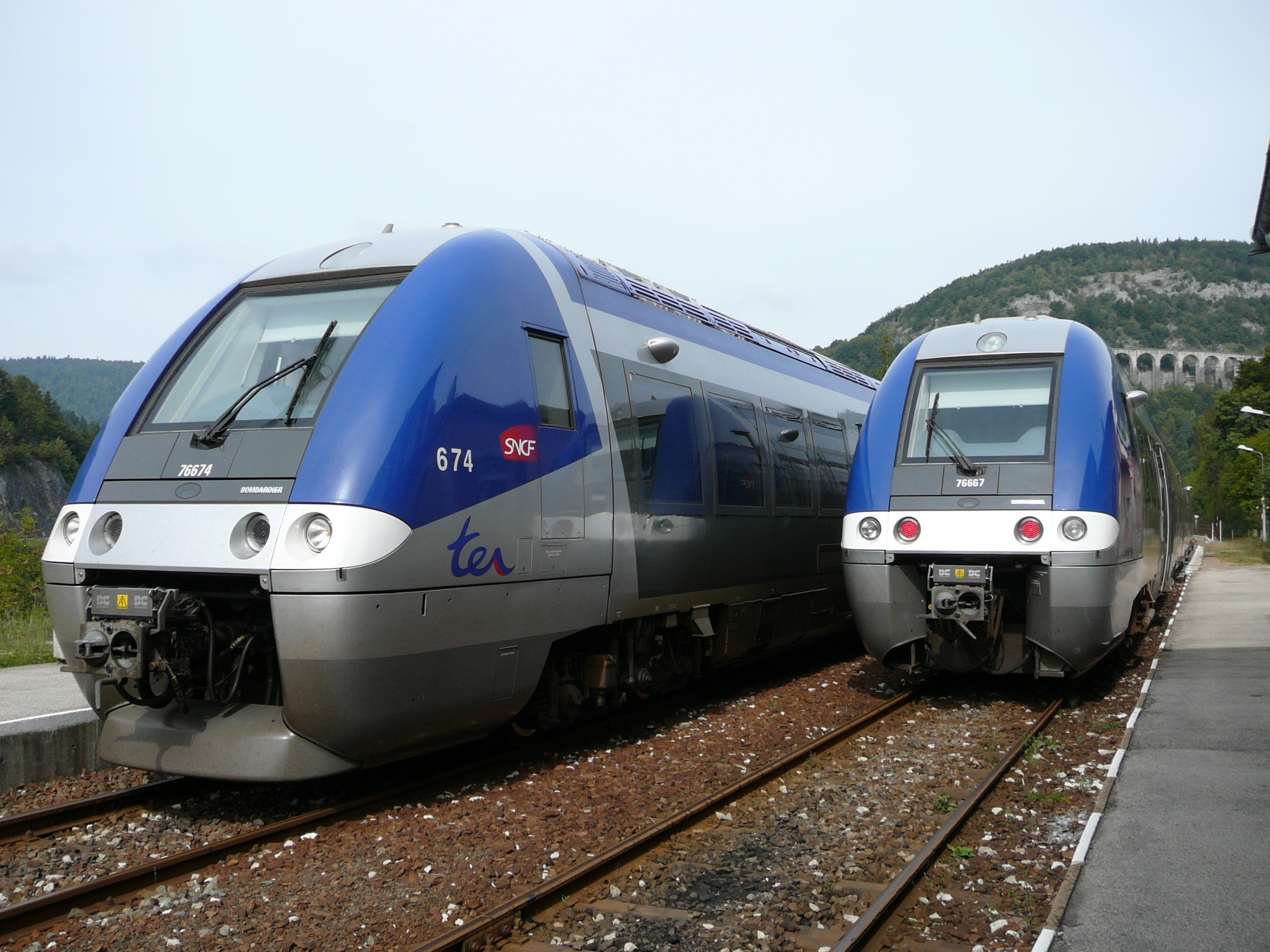
2 XGC à Morez dans le Jura.

Cette liste recense les éléments du parc de X 76500, autorail grande capacité (AGC) communément appelé XGC ou AGC diesel, faisant partie du matériel roulant de la Société nationale des chemins de fer français (SNCF).
| Engin       | Mise en service    | Radiation                  | Nombre de caisses | Livrée (incomplet)             | STF | Baptême (date)                                        | Région propriétaire        | Opération Mi-Vie |
| ----------- | ------------------ | -------------------------- | ----------------- | ------------------------------ | --- | ----------------------------------------------------- | -------------------------- | ---------------- |
| X 76501/02  | 11 mars 2004       | /                          | 3                 | Hauts-de-France                | SHF |                                                       | Hauts-de-France            | faite            |
| X 76503/04  | 3 juin 2004        | /                          | 3                 | Normandie                      | SNO |                                                       | Normandie                  | faite            |
| X 76505/06  | 12 juillet 2004    | /                          | 3                 | Fluo Grand Est V1              | STA |                                                       | Grand Est                  | faite            |
| X 76507/08  | 17 août 2004       | /                          | 3                 | Auvergne-Rhône-Alpes           | SAU |                                                       | Auvergne-Rhône-Alpes       | faite            |
| X 76509/10  | 18 mai 2004        | /                          | 3                 | Fluo Grand Est V1              | STA |                                                       | Grand Est                  | faite            |
| X 76511/12  | 4 mai 2004         | /                          | 3                 | Auvergne-Rhône-Alpes           | SAU |                                                       | Auvergne-Rhône-Alpes       | faite            |
| X 76513/14  | 20 juillet 2004    | /                          | 3                 | Hauts-de-France                | SHF |                                                       | Hauts-de-France            | faite            |
| X 76515/16  | 21 juillet 2004    | /                          | 3                 | Fluo Grand Est                 | STA |                                                       | Grand Est                  | faite            |
| X 76517/18  | 17 août 2004       | /                          | 3                 | Normandie                      | SNO |                                                       | Normandie                  | faite            |
| X 76519/20  | 5 août 2004        | /                          | 4                 | Fluo Grand Est                 | STA |                                                       | Grand Est                  | faite            |
| X 76521/22  | 1er septembre 2004 | /                          | 3                 | Auvergne-Rhône-Alpes           | SAU |                                                       | Auvergne-Rhône-Alpes       | faite            |
| X 76523/24  | 4 octobre 2004     | /                          | 3                 | ZOU !                          | SPC | Marguareis - Mont Bego                                | Provence-Alpes-Côte d'Azur | faite            |
| X 76525/26  | 22 octobre 2004    | /                          | 3                 | Hauts-de-France                | SHF |                                                       | Hauts-de-France            | faite            |
| X 76527/28  | 10 novembre 2004   | /                          | 3                 | Normandie                      | SNO |                                                       | Normandie                  | faite            |
| X 76529/30  | 27 octobre 2004    | /                          | 3                 | Fluo Grand Est V1              | STA |                                                       | Grand Est                  | faite            |
| X 76531/32  | 13 décembre 2004   | /                          | 3                 | Auvergne-Rhône-Alpes           | SAU |                                                       | Auvergne-Rhône-Alpes       | faite            |
| X 76533/34  | 7 décembre 2004    | /                          | 3                 | Fluo Grand Est                 | STA |                                                       | Grand Est                  | faite            |
| X 76535/36  | 22 novembre 2004   | /                          | 3                 | Auvergne-Rhône-Alpes           | SAU |                                                       | Auvergne-Rhône-Alpes       | faite            |
| X 76537/38  | 20 décembre 2004   | /                          | 3                 | Lorraine                       | SMN | Mirecourt (8 avril 2005)                              | Grand Est                  | faite            |
| X 76539/40  | 7 janvier 2005     | /                          | 3                 | Hauts-de-France                | SHF |                                                       | Hauts-de-France            | faite            |
| X 76541/42  | 30 décembre 2004   | /                          | 3                 | Basse-Normandie                | SNO |                                                       | Normandie                  | /                |
| X 76543/44  | 23 janvier 2005    | /                          | 3                 | PACA                           | SPC | Scarassuoi - Roya                                     | Provence-Alpes-Côte d'Azur | /                |
| X 76545/46  | 14 janvier 2005    | /                          | 3                 | Hauts-de-France                | SHF |                                                       | Hauts-de-France            | faite            |
| X 76547/48  | 7 février 2005     | /                          | 3                 | Fluo Grand Est                 | STA |                                                       | Grand Est                  | faite            |
| X 76549/50  | 1er février 2005   | /                          | 3                 | Auvergne-Rhône-Alpes           | SAU |                                                       | Auvergne-Rhône-Alpes       | faite            |
| X 76551/52  | 14 février 2005    | /                          | 3                 | Lorraine                       | SMN |                                                       | Grand Est                  | En cours         |
| X 76553/54  | 18 février 2005    | /                          | 3                 | Hauts-de-France                | SHF |                                                       | Hauts-de-France            | /                |
| X 76555/56  | 1er mars 2005      | /                          | 3                 | Normandie                      | SNO |                                                       | Normandie                  | faite            |
| X 76557/58  | 2 mars 2005        | /                          | 3                 | Hauts-de-France                | SHF |                                                       | Hauts-de-France            | /                |
| X 76559/60  | 23 mars 2005       | /                          | 4                 | Fluo Grand Est                 | STA |                                                       | Grand Est                  | faite            |
| X 76561/62  | 15 mars 2005       | /                          | 3                 | AURA                           | SAU |                                                       | Auvergne-Rhône-Alpes       | faite            |
| X 76563/64  | 1er mai 2005       | /                          | 3                 |                                | SMN |                                                       | Grand Est                  | En cours         |
| X 76565/66  | 22 juillet 2005    | /                          | 3                 | Hauts-de-France                | SHF |                                                       | Hauts-de-France            | /                |
| X 76567/68  | 14 juin 2005       | /                          | 3                 | Basse-Normandie                | SNO |                                                       | Normandie                  | /                |
| X 76569/70  | 1er mai 2005       | /                          | 3                 | Hauts-de-France                | SHF |                                                       | Hauts-de-France            | /                |
| X 76571/72  | 18 mai 2005        | /                          | 3                 | Fluo Grand Est                 | STA |                                                       | Grand Est                  | faite            |
| X 76573/74  | 8 juin 2005        | /                          | 3                 | Hauts-de-France                | SHF |                                                       | Hauts-de-France            | faite            |
| X 76575/76  | 14 juin 2005       | /                          | 3                 | Lorraine                       | SMN |                                                       | Grand Est                  | /                |
| X 76577/78  | 3 août 2005        | /                          | 3                 | Normandie                      | SNO |                                                       | Normandie                  | faite            |
| X 76579/80  | 22 juillet 2005    | /                          | 3                 | Hauts-de-France                | SHF |                                                       | Hauts-de-France            | /                |
| X 76581/82  | 4 août 2005        | /                          | 3                 | Fluo Grand Est                 | STA | Rœschwoog (24 octobre 2005)                           | Grand Est                  | faite            |
| X 76583/84  | 2 août 2005        | /                          | 3                 | Zou !                          | SPC | Bevera-Turini                                         | Provence-Alpes-Côte d'Azur | faite            |
| X 76585/86  | 11 août 2005       | /                          | 3                 | Hauts-de-France                | SHF |                                                       | Hauts-de-France            | /                |
| X 76587/88  | 26 août 2005       | /                          | 3                 | Basse-Normandie                | SNO |                                                       | Normandie                  | /                |
| X 76589/90  | 11 août 2005       | /                          | 3                 | Hauts-de-France                | SHF |                                                       | Hauts-de-France            | /                |
| X 76591/92  | 12 septembre 2005  | /                          | 3                 |                                | SMN |                                                       | Grand Est                  | /                |
| X 76593/94  | 20 août 2005       | /                          | 3                 | Train des merveilles           | SPC | Argentera-(Montego/Monviso?)                          | Provence-Alpes-Côte d'Azur | /                |
| X 76595/96  | 2 septembre 2005   | /                          | 3                 | Hauts-de-France                | SHF |                                                       | Hauts-de-France            | /                |
| X 76597/98  | 13 septembre 2005  | /                          | 3                 | Basse-Normandie                | SNO |                                                       | Normandie                  | /                |
| X 76599/600 | 12 septembre 2005  | /                          | 3                 | Hauts-de-France                | SHF |                                                       | Hauts-de-France            | /                |
| X 76601/02  | 13 septembre 2005  | /                          | 3                 |                                | STA | Bischwiller (24 septembre 2005)                       | Grand Est                  | Faite            |
| X 76603/04  | 26 septembre 2005  | /                          | 3                 | Hauts-de-France                | SHF |                                                       | Hauts-de-France            | /                |
| X 76605/06  | 26 octobre 2005    | /                          | 3                 | Basse-Normandie                | SNO |                                                       | Normandie                  | /                |
| X 76607/08  | 1er novembre 2005  | /                          | 3                 |                                | STA |                                                       | Grand Est                  | Faite            |
| X 76609/10  | 13 novembre 2005   | /                          | 3                 | Hauts-de-France                | SHF |                                                       | Hauts-de-France            | /                |
| X 76611/12  | 23 novembre 2005   | /                          | 3                 | Basse-Normandie                | SNO |                                                       | Normandie                  | /                |
| X 76613/14  | 15 novembre 2005   | /                          | 3                 | TER Alsace                     | STA |                                                       | Grand Est                  | /                |
| X 76615/16  | 12 décembre 2005   | /                          | 3                 | Fluo Grand Est                 | STA | Haguenau (25 novembre 2006)                           | Grand Est                  | Faite            |
| X 76617/18  | 20 décembre 2005   | /                          | 3                 | Hauts-de-France                | SHF |                                                       | Hauts-de-France            | /                |
| X 76619/20  | 15 décembre 2005   | /                          | 3                 | Basse-Normandie                | SNO |                                                       | Normandie                  | /                |
| X 76621/22  | 13 décembre 2005   | /                          | 3                 |                                | STA | Sessenheim (12 avril 2007)                            | Grand Est                  | En cours         |
| X 76623/24  | 14 décembre 2005   | /                          | 3                 |                                | STA | Duppigheim (21 mars 2009)                             | Grand Est                  | /                |
| X 76625/26  | 4 janvier 2006     | /                          | 3                 |                                | SPC | Montmacaron-Laghet                                    | Provence-Alpes-Côte d'Azur | /                |
| X 76627/28  | 20 décembre 2005   | /                          | 3                 | Hauts-de-France                | SHF |                                                       | Hauts-de-France            | /                |
| X 76629/30  | 17 janvier 2006    | /                          | 3                 | Hauts-de-France                | SHF |                                                       | Hauts-de-France            | /                |
| X 76631/32  | 10 janvier 2006    | /                          | 3                 |                                | SNO |                                                       | Normandie                  | /                |
| X 76633/34  | 13 janvier 2006    | /                          | 3                 | Basse-Normandie                | SNO |                                                       | Normandie                  | /                |
| X 76635/36  | 25 janvier 2006    | /                          | 4                 | Fluo Grand Est V2              | STA |                                                       | Grand Est                  | En cours         |
| X 76637/38  | 1er février 2006   | /                          | 3                 | Hauts-de-France                | SHF |                                                       | Hauts-de-France            | /                |
| X 76639/40  | 31 janvier 2006    | /                          | 3                 | AURA                           | SAU |                                                       | Auvergne-Rhône-Alpes       | /                |
| X 76641/42  | 14 février 2006    | /                          | 4                 | Alsace                         | STA | Vendenheim (21 octobre 2006)                          | Grand Est                  | En cours         |
| X 76643/44  | 8 février 2006     | /                          | 4                 |                                | STA |                                                       | Grand Est                  | /                |
| X 76645/46  | 15 février 2006    | /                          | 4                 | Alsace                         | STA |                                                       | Grand Est                  | /                |
| X 76647/48  | 21 février 2006    | /                          | 4                 |                                | STA |                                                       | Grand Est                  | /                |
| X 76649/50  | 27 février 2006    | /                          | 3                 | AURA                           | SAU |                                                       | Auvergne-Rhône-Alpes       | /                |
| X 76651/52  | 1er mars 2006      | /                          | 4                 |                                | STA | Mommenheim (24 juin 2008)                             | Grand Est                  | /                |
| X 76653/54  | 7 mars 2006        | /                          | 4                 |                                | STA | Wisches-Hersbach (11 décembre 2006)                   | Grand Est                  | /                |
| X 76655/56  | 12 avril 2006      | /                          | 3                 | AURA                           | SAU |                                                       | Auvergne-Rhône-Alpes       | /                |
| X 76657/58  | 5 mai 2006         | /                          | 3                 | AURA                           | SAU |                                                       | Auvergne-Rhône-Alpes       | /                |
| X 76659/60  | 4 mai 2006         | /                          | 4                 | Alsace                         | STA |                                                       | Grand Est                  | /                |
| X 76661/62  | 10 mai 2006        | /                          | 4                 |                                | STA | Muhlbach-sur-Bruche - Lutzelhouse (18 septembre 2006) | Grand Est                  | /                |
| X 76663/64  | 10 mai 2006        | /                          | 3                 | AURA                           | SAU |                                                       | Auvergne-Rhône-Alpes       | /                |
| X 76665/66  | 17 mai 2006        | /                          | 3                 | AURA                           | SAU |                                                       | Auvergne-Rhône-Alpes       | /                |
| X 76667/68  | 23 juin 2006       | /                          | 3                 |                                | SBF |                                                       | Bourgogne-Franche-Comté    | /                |
| X 76669/70  | 6 juin 2006        | /                          | 3                 |                                | SCA |                                                       | Grand Est                  | /                |
| X 76671/72  | 13 juin 2006       | /                          | 3                 |                                | SPC | (Montagna?)-Pays de Paillons                          | Provence-Alpes-Côte d'Azur | /                |
| X 76673/74  | 1er août 2006      | /                          | 3                 |                                | SBF |                                                       | Bourgogne-Franche-Comté    | /                |
| X 76675/76  | 6 juillet 2006     | /                          | 3                 |                                | SCA |                                                       | Grand Est                  | /                |
| X 76677/78  | 28 août 2006       | /                          | 3                 |                                | SCA |                                                       | Grand Est                  | /                |
| X 76679/80  | 24 octobre 2006    | /                          | 3                 |                                | SBF |                                                       | Bourgogne-Franche-Comté    | /                |
| X 76681/82  | 17 octobre 2006    | /                          | 3                 |                                | SPC | Mont Agel- (?)                                        | Provence-Alpes-Côte d'Azur | /                |
| X 76683/84  | 10 novembre 2006   | /                          | 3                 |                                | SPC | Authion - Braus                                       | Provence-Alpes-Côte d'Azur | /                |
| X 76685/86  | 7 décembre 2006    | /                          | 3                 |                                | SCA |                                                       | Grand Est                  | /                |
| X 76687/88  | 23 janvier 2007    | /                          | 3                 | Champagne Ardennes             | SCA |                                                       | Grand Est                  | /                |
| X 76689/90  | 28 juin 2007       | /                          | 3                 | Champagne Ardennes             | SCA |                                                       | Grand Est                  | /                |
| X 76691/92  | 22 octobre 2007    | /                          | 3                 |                                | SCA |                                                       | Grand Est                  | /                |
| X 76693/94  | 23 octobre 2007    | /                          | 3                 | Champagne-Ardennes             | SCA |                                                       | Grand Est                  | /                |
| X 76695/96  | 25 octobre 2007    | /                          | 3                 | Champagne-Ardennes             | SCA |                                                       | Grand Est                  | /                |
| X 76697/98  | 31 octobre 2007    | /                          | 3                 | Champagne-Ardennes             | SCA | Fismes (1er juillet 2008)                             | Grand Est                  | /                |
| X 76699/00  | 3 décembre 2007    | /                          | 3                 |                                | SCA |                                                       | Grand Est                  | /                |
| X 76701/02  | 4 décembre 2007    | /                          | 3                 | Champagne-Ardennes             | SCA |                                                       | Grand Est                  | /                |
| X 76703/04  | 7 décembre 2007    | /                          | 3                 | Champagne-Ardennes             | STA |                                                       | Grand Est                  | /                |
| X 76705/06  | 6 décembre 2007    | /                          | 3                 | Champagne-Ardenne              | SCA |                                                       | Grand Est                  | /                |
| X 76707/08  | 13 décembre 2007   | /                          | 3                 | Champagne-Ardennes             | SCA |                                                       | Grand Est                  | /                |
| X 76709/10  | 4 janvier 2008     | /                          | 3                 |                                | STA |                                                       | Grand Est                  | /                |
| X 76711/12  | 3 janvier 2008     | /                          | 3                 |                                | STA |                                                       | Grand Est                  | /                |
| X 76713/14  | 3 mars 2008        | /                          | 3                 |                                | SBF |                                                       | Bourgogne-Franche-Comté    | /                |
| X 76715/16  | 3 mars 2008        | /                          | 3                 |                                | SBF |                                                       | Bourgogne-Franche-Comté    | /                |
| X 76717/18  | 14 mars 2008       | /                          | 3                 | Hauts-de-France                | SHF |                                                       | Hauts-de-France            | /                |
| X 76719/20  | 2 avril 2008       | /                          | 3                 | Hauts-de-France                | SHF |                                                       | Hauts-de-France            | /                |
| X 76721/22  | 2 avril 2008       | /                          | 3                 | Hauts-de-France                | SHF |                                                       | Hauts-de-France            | /                |
| X 76723/24  | 1er avril 2008     | /                          | 3                 | AURA                           | SAU |                                                       | Auvergne-Rhône-Alpes       | /                |
| X 76725/26  | 31 mars 2008       | /                          | 3                 | AURA                           | SAU |                                                       | Auvergne-Rhône-Alpes       | /                |
| X 76727/28  | 16 septembre 2009  | /                          | 4                 | TER Pays de la Loire           | SPL |                                                       | Pays de la Loire           | /                |
| X 76729/30  | 17 septembre 2008  | /                          | 3                 | Hauts-de-France                | SHF |                                                       | Hauts-de-France            | /                |
| X 76731/32  | 18 septembre 2008  | /                          | 3                 | Hauts-de-France                | SHF |                                                       | Hauts-de-France            | /                |
| X 76733/34  | 18 septembre 2008  | /                          | 3                 | Hauts-de-France                | SHF |                                                       | Hauts-de-France            | /                |
| X 76735/36  | 18 septembre 2008  | /                          | 3                 | Hauts-de-France                | SHF |                                                       | Hauts-de-France            | /                |
| X 76737/38  | 18 septembre 2008  | /                          | 3                 |                                | SMN |                                                       | Grand Est                  | /                |
| X 76739/40  | 25 septembre 2008  | /                          | 3                 | Lorraine                       | SMN |                                                       | Grand Est                  | /                |
| X 76741/42  | 24 septembre 2008  | /                          | 3                 |                                | SMN |                                                       | Grand Est                  | /                |
| X 76743/44  | 24 septembre 2008  | /                          | 3                 |                                | SMN | Vallée de la Sarre (18 avril 2009)                    | Grand Est                  | /                |
| X 76745/46  | 28 septembre 2009  | /                          | 4                 | TER Pays de la Loire           | SPL |                                                       | Pays de la Loire           | /                |
| X 76747/48  | 7 octobre 2008     | /                          | 3                 | Hauts-de-France                | SHF |                                                       | Hauts-de-France            | /                |
| X 76749/50  | 13 octobre 2008    | /                          | 3                 | Hauts-de-France                | SHF |                                                       | Hauts-de-France            | /                |
| X 76751/52  | 13 octobre 2008    | /                          | 3                 | Hauts-de-France                | SHF |                                                       | Hauts-de-France            | /                |
| X 76753/54  | 7 novembre 2008    | /                          | 3                 | Hauts-de-France                | SHF |                                                       | Hauts-de-France            | /                |
| X 76755/56  | 7 novembre 2008    | /                          | 3                 | Hauts-de-France                | SHF |                                                       | Hauts-de-France            | /                |
| X 76765/66  | 16 janvier 2009    | /                          | 3                 | AURA                           | SAU |                                                       | Auvergne-Rhône-Alpes       | /                |
| X 76767/68  | 16 janvier 2009    | /                          | 3                 | AURA                           | SAU |                                                       | Auvergne-Rhône-Alpes       | /                |
| X 76769/70  | 16 janvier 2009    | /                          | 3                 | AURA                           | SAU |                                                       | Auvergne-Rhône-Alpes       | /                |
| X 76771/72  | 29 janvier 2009    | /                          | 3                 | AURA                           | SAU |                                                       | Auvergne-Rhône-Alpes       | /                |
| X 76773/74  | 6 février 2009     | /                          | 3                 | AURA                           | SAU |                                                       | Auvergne-Rhône-Alpes       | /                |
| X 76775/76  | 6 février 2009     | /                          | 3                 | Champagne Ardennes             | SAU |                                                       | Auvergne-Rhône-Alpes       | /                |
| X 76777/78  | 8 octobre 2007     | /                          | 4                 | TER Pays de la Loire           | SPL |                                                       | Pays de la Loire           | /                |
| X 76779/80  | 17 mars 2008       | /                          | 4                 | TER Pays de la Loire           | SPL |                                                       | Pays de la Loire           | /                |
| X 76781/82  | 9 mai 2008         | /                          | 4                 | TER Pays de la Loire           | SPL |                                                       | Pays de la Loire           | /                |
| X 76783/84  | 5 juin 2008        | /                          | 4                 | TER Pays de la Loire           | SPL |                                                       | Pays de la Loire           | /                |
| X 76785/86  | 7 juillet 2008     | /                          | 4                 | TER Pays de la Loire           | SPL |                                                       | Pays de la Loire           | /                |
| X 76787/88  | 7 août 2008        | /                          | 4                 | TER Pays de la Loire           | SPL |                                                       | Pays de la Loire           | /                |
| X 76789/90  | 16 octobre 2008    | /                          | 4                 | TER Pays de la Loire           | SPL |                                                       | Pays de la Loire           | /                |
| X 76791/92  | 26 janvier 2009    | Radié à Sillé Le Guillaume | 4                 | Pays de la Loire               | SPL |                                                       | Pays de la Loire           |                  |
| X 76793/94  | 6 mars 2009        | /                          | 4                 | Champagne-Ardennes             | STA |                                                       | Grand Est                  | /                |
| X 76795/96  | 16 mars 2009       | /                          | 3                 | Neutre - Ex Champagne Ardennes | SCA |                                                       | Grand Est                  | /                |
| X 76797/98  | 24 mars 2009       | /                          | 3                 |                                | SCA |                                                       | Grand Est                  | /                |
| X 76799/00  | 27 mars 2009       | /                          | 3                 | Champagne-Ardennes             | SCA |                                                       | Grand Est                  | /                |
| X 76801/02  | 28 mai 2009        | /                          | 3                 | Champagne-Ardennes             | SCA |                                                       | Grand Est                  | /                |
| X 76803/04  | 23 avril 2009      | /                          | 3                 | Champagne-Ardennes             | SCA |                                                       | Grand Est                  | /                |
| X 76805/06  | 8 juillet 2009     | /                          | 4                 | TER Pays de la Loire           | SPL |                                                       | Pays de la Loire           | /                |
| X 76807/08  | 8 juillet 2009     | /                          | 4                 | TER Pays de la Loire           | SPL |                                                       | Pays de la Loire           | /                |
| X 76809/10  | 22 juillet 2009    | /                          | 4                 | TER Pays de la Loire           | SPL |                                                       | Pays de la Loire           | /                |
| X 76811/12  | 22 juillet 2009    | /                          | 4                 | TER Pays de la Loire           | SPL |                                                       | Pays de la Loire           | /                |
| X 76813/14  | 28 juillet 2009    | /                          | 3                 | AURA                           | SAU |                                                       | Auvergne-Rhône-Alpes       | /                |
| X 76815/16  | 22 septembre 2009  | /                          | 4                 | TER Pays de la Loire           | SPL |                                                       | Pays de la Loire           | /                |
| X 76817/18  | 16 septembre 2009  | /                          | 4                 | TER Pays de la Loire           | SPL |                                                       | Pays de la Loire           | /                |
| X 76819/20  | 23 septembre 2009  | /                          | 3                 | AURA                           | SAU |                                                       | Auvergne-Rhône-Alpes       | /                |
| X 76821/22  | 27 novembre 2009   | /                          | 3                 | Neutre ex-Champagne/Ardennes   | SCA |                                                       | Grand Est                  | /                |
| X 76823/24  | 12 octobre 2009    | /                          | 4                 | TER Pays de la Loire           | SPL |                                                       | Pays de la Loire           | /                |
| X 76825/26  | 20 octobre 2009    | /                          | 3                 | AURA                           | SAU |                                                       | Auvergne-Rhône-Alpes       | /                |
| X 76827/28  | 26 octobre 2009    | /                          | 3                 | AURA                           | SAU |                                                       | Auvergne-Rhône-Alpes       | /                |
| X 76829/30  | 9 février 2010     | /                          | 3                 | Champagne-Ardennes             | SCA |                                                       | Grand Est                  | /                |
| X 76831/32  | 14 décembre 2009   | /                          | 3                 | AURA                           | SAU |                                                       | Auvergne-Rhône-Alpes       | /                |
| X 76835/36  | 9 février 2010     | /                          | 3                 | Neutre Ex Champagne Ardennes   | SCA |                                                       | Grand Est                  | /                |

Les X 76757/8, X 76759/60, X 76761/2, X 76763/4 et X 76833/4 n'ont jamais été construits.
L'X 76537/8 a percuté un camion sur un passage à niveau près de Docelles, côté motrice paire, en assurant une liaison Saint-Dié-des-Vosges – Épinal le 27 janvier 2017,.
L'X 76681/2 a percuté un camion sur un passage à niveau près d'Aix-en-Provence, côté motrice paire, en assurant une liaison Marseille – Briançon le 15 septembre 2016,,.
L'X 76687/8 a percuté un camion toupie sur un passage à niveau près de Haybes, en assurant une liaison Charleville-Mézières – Givet le 14 septembre 2016.
L'X 76615/16 a percuté un rocher près de Jarménil le 19 janvier 2024, interrompant les circulations ferroviaires entre Épinal et Saint-Dié-des-Vosges jusqu'au 31 janvier 2024.
Les X 76545/46, X 76557/58, X 76569/70, X 76579/80 et X 76589/90 ont été transférés du Nord/Pas de Calais à Picardie à la suite de l'arrêt d'exploitation des X 72500 picardes.
Les baptêmes sur les AGC Picardie ont été supprimés lors de la mise en place du pelliculage TER Hauts-de-France
La X76821/822 à percuté une voiture au niveau de Merfy sur la ligne Reims - Fismes le 12 février 2025 au alentour de 7h30 